# Drawa
Drawa (česky Dráva, německy Drage) je 186 kilometrů dlouhá řeka v západním Polsku, pravý přítok Noteće. Pramení v Západopomořanském vojvodství ve výšce 212 m n. m. u vesnice Zdroje jižně od města Połczyn-Zdrój. Teče převážně na jih a vlévá se do Noteće u města Krzyż Wielkopolski ve Velkopolském vojvodství. Leží na ní mimo jiné druhé nejhlubší polské jezero, Drawsko, a Drawenský národní park. Rozloha povodí Drawy je 3 296 čtverečních kilometrů.